# Symfonie nr. 7 (Hamerik)
Asger Hamerik schreef zijn Symfonie nr. 7, een koorsymfonie, in de periode 20 januari tot en met 27 februari 1898. De werktitel was Leven, dood en onsterfelijkheid (parallel aan de drie delen). Het was zijn laatste grote werk. Een volgend nieuw werk verscheen pas 14 jaar later.
Deze zevende symfonie was de laatste van Hamerik in dat genre. De basis voor de symfonie werd gelegd na de uitvoeringen van Hameriks Requiem for alto, choir and orchestra. Dat requiem moest een aantal jaren op uitvoering wachten, maar het was het wachten waard. De reacties op het werk waren gunstig en de leider van de Oratoriumvereniging Joseph Pache in Baltimore zag een mogelijkheid een nieuw werk voor zijn vereniging te bestellen. Een orkest was toch al voorhanden in de gedaante van het orkest van het Peabody Institute waar Hamerik les gaf. Daartegenover stond dat hetzelfde opleidingsinstituut geen brood meer zag in het organiseren van concertreeksen, en dat waren nu net de gelegenheden waarin Hamerik zijn composities kwijt kon. Het is dan ook opvallend dat Hamerik de première van zijn nieuwe symfonie op 28 april 1898 in Baltimore niet afwachtte en in protest op stel en sprong de Verenigde Staten verliet voor zijn thuisland Denemarken. Zijn vrouw, die meeschreef aan het “libretto” van de symfonie volgde een week later.
De Oratoria Society en het orkest van het Peabody Institute voerden het werk voor het eerst uit en wel in de toen vrij nieuwe Baltimore Music Hall, later opgedoopt tot Lyric Opera House.     
De symfonie bestaat uit drie delen:
1. Largo, (allegro)
2. Andante sostenuto
3. Grave, (allegro maestoso)

In 1903 begon Hamerik aan het reviseren van deze koorsymfonie en deze versie werd voor het eerst uitgevoerd in Kopenhagen (1 december 1903). Deze versie werd tot tussenversie bestempeld.  In de jaren 1905 en 1906 sleutelde Hamerik verder aan zijn zevende symfonie en gaf hem uiteindelijk opus 40 mee. Hamerik was toen al uit de mode want de eerste uitvoering van die versie moest wachten tot 31 maart 1918, ter gelegenheid van de 75e verjaardag van de componist.
De symfonie werd uiteindelijk geschreven voor:
- Mezzosopraan
- SATB-koor (sopranen, alten, tenoren, bassen)
- 2 dwarsfluiten, 2 hobo’s, 2 klarinetten, 2 fagotten
- 4 hoorns, 2 trompetten, 3 trombones, 1 tuba
- pauken
- violen, altviolen, celli, contrabassen